# Bahnhof Oshikirichō
Der Bahnhof Oshikirichō (jap. 押切町駅, Oshikirichō-eki) war ein Bahnhof auf der japanischen Insel Honshū. Er befand sich in der Präfektur Aichi auf dem Gebiet der Stadt Nagoya und war von 1901 bis 1941 in Betrieb. Während dieser Zeit war er einer von zwei Endbahnhöfen des nördlichen Teils der heutigen Meitetsu Nagoya-Hauptlinie (vor der Eröffnung des Innenstadttunnels über den Bahnhof Meitetsu Nagoya).

## Beschreibung

Gleisplan (oben zum Stadtzentrum, rechts nach Biwajima)

Der Bahnhof stand im Stadtteil Oshikiri, der zum Bezirk Nishi-ku gehört. Er verfügte über sechs Gleise an drei Mittelbahnsteigen. Vier Gleise endeten stumpf, während zwei weitere Durchgangsgleise mit dem technisch kompatiblen Streckennetz der Straßenbahn Nagoya verknüpft waren. Oshikirichō war somit sowohl ein Kopfbahnhof als auch ein Durchgangsbahnhof.

## Geschichte
Die Nagoya Denki Tetsudō, eine Vorgängerin der heutigen Bahngesellschaft Meitetsu, betrieb ursprünglich Straßenbahnen in Nagoya und nahm am 19. Februar 1901 eine Linie in Betrieb, die bis zur Endhaltestelle Oshikiri am damaligen Stadtrand reichte. Knapp ein Jahrzehnt später strebte die Gesellschaft danach, ihr Streckennetz in die rasch wachsenden Vorstädte auszudehnen. Zu diesem Zweck baute sie die Biwajima-Linie, eine Überlandstraßenbahn nach dem Vorbild amerikanischer Interurbans. Eröffnet am 6. Mai 1910, führte sie von Oshikiri über die spätere Verzweigung Biwajima nach Iwakura an der heutigen Meitetsu Inuyama-Linie. Die Überlandstrecke wurde am 29. März 1912 in eine Eisenbahn umgewidmet, am 6. August desselben Jahres erfolgte die Umbenennung des Bahnhofs in Oshikirichō.
Um ins Stadtzentrum zu gelangen, mussten die Fahrgäste in Oshikirichō jeweils auf die städtische Straßenbahn umsteigen, was umständlich war. Aus diesem Grund errichtete die Nagoya Denki Tetsudō eine kurze Verbindungsstrecke zum Straßenbahnnetz und eröffnete am 20. November 1913 die neue stadtseitige Endstation Yanagibashi in der Nähe des Bahnhofs Nagoya der staatlichen Eisenbahn. Dadurch konnten ab 1914 auch Züge der Tsushima-Linie und der Ichinomiya-Linie (heutige Nagoya-Hauptlinie) über Oshikirichō verkehren. Wegen der eingeschränkten Kapazität in Yanagibashi diente der Bahnhof aber weiterhin als zweite Endstation. 1921 gingen die Überlandlinien an die Nachfolgegesellschaft Nagoya Tetsudō über, die sich ab 1930 als Meigi Tetsudō (kurz Meiden) bezeichnete.
Als die Meiden 1935 die durchgehende Verbindung zwischen den Städten Nagoya und Gifu in Betrieb nahm, begann sie auch Schnellzüge anzubieten, deren neu eingeführte Triebwagen jedoch zu groß waren, um auf die Straßenbahn zu passen. Ausgangspunkt sämtlicher Schnellzüge auf der Hauptlinie war deshalb der Bahnhof Oshikirichō, während sie auf der Inuyama- und der Tsushima-Linie ab Yanagibashi verkehrten. Kurz nach der Fusion der Meiden und der Aichi Denki Tetsudō zu Meitetsu begannen die Planungen an einer Strecke durch die Innenstadt, parallel zur Tōkaidō-Hauptlinie. Am 12. August 1941 nahm die Meitetsu die teilweise im Tunnel verlaufende Neubaustrecke zwischen Higashi-Biwajima und Shin-Nagoya (heute Meitetsu Nagoya) in Betrieb; am selben Tag legte sie den Bahnhof Oshikirichō still.

## Bilder

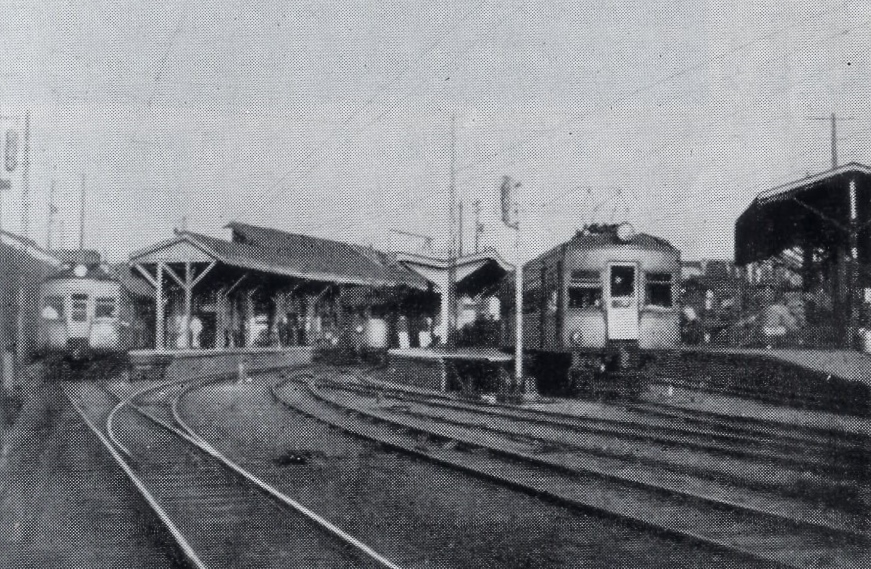
Bahnsteige (1937)
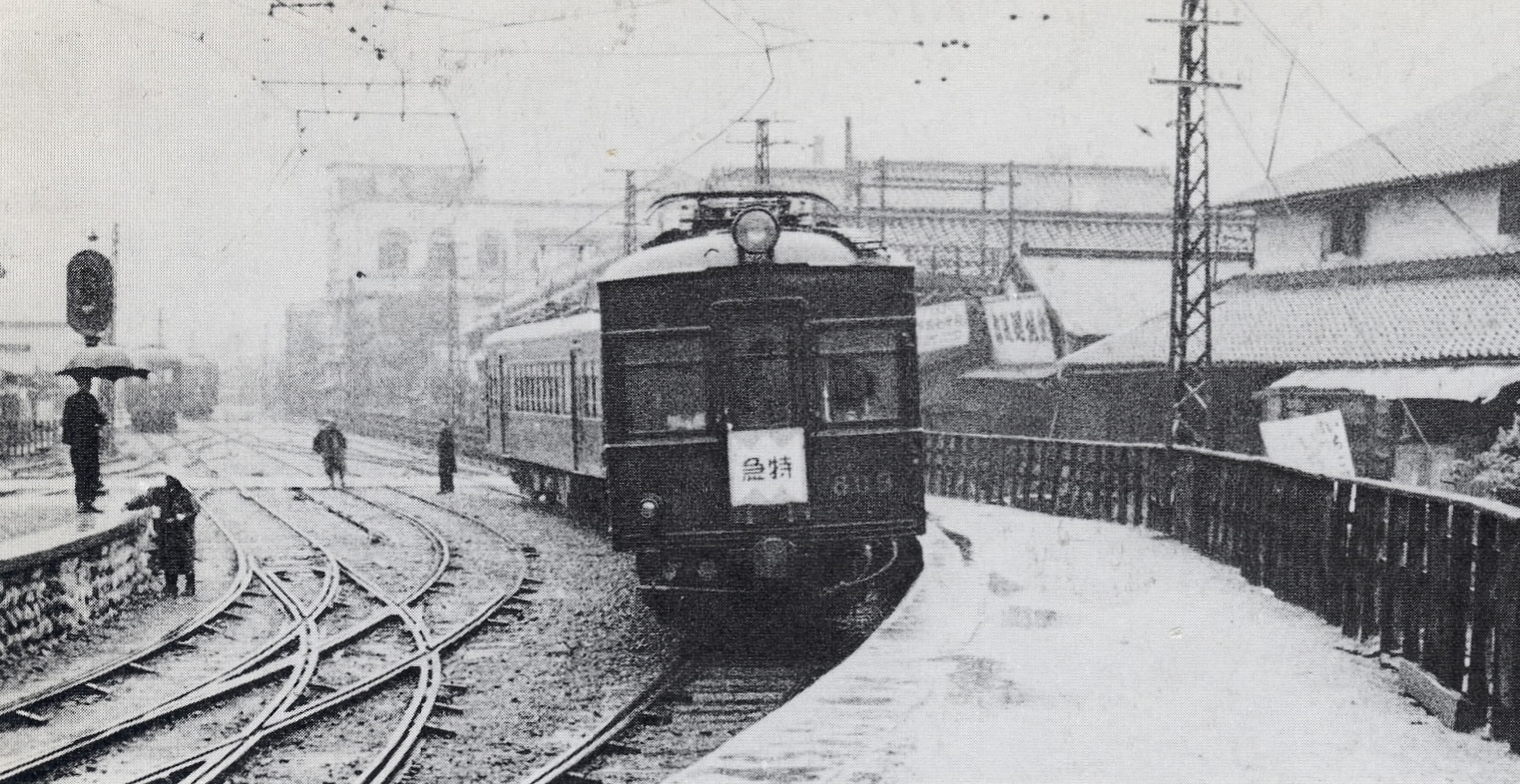
Schnellzug-Triebwagen der Baureihe 800 in Oshikirichō (1935)
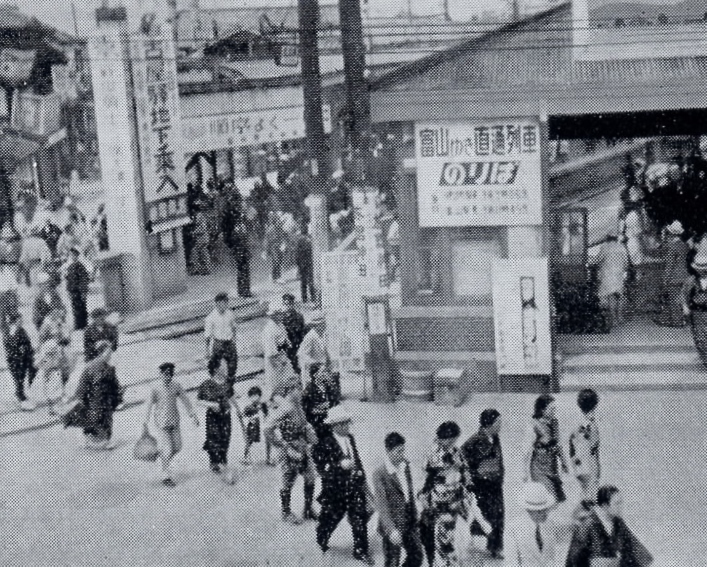
Eingang zum Bahnhof (1941)